# Carbine Williams
Carbine Williams is een Amerikaanse film uit 1952 van Richard Thorpe met in de hoofdrollen James Stewart en Jean Hagen.
De film is losjes gebaseerd op het leven van David Marshall Williams. Williams, die in de gevangenis zat wegens moord, wordt gezien als de uitvinder van het revolutionaire laadmechanisme van de Carbine M1 karabijn, een wapen dat intensief werd gebruikt door Amerikaanse soldaten tijdens de Tweede Wereldoorlog. Het scenario is gebaseerd op een artikel van Captain H.T. Peoples in Reader's Digest (maart 1951), "The Most Unforgettable Character I've Met".

## Verhaal
Het zoontje van Mash en Maggie Williams, David, wordt op school gepest. De andere kinderen noemen zijn vader een moordenaar. Mash keert haastig terug van zijn zakenreis en neemt de jongen mee naar Central Prison, North Carolina. Daar ontmoeten ze Captain "Cap" Peoples, de gevangenisdirecteur. Cap vertelt de jongen dat zijn vader inderdaad ooit gevangen heeft gezeten, veroordeeld wegens moord, maar dat er een verhaal achter deze feiten zit. Ooit was Mash een jonge nietsnut die van school wegliep en na een korte periode uit de marine wordt gegooid. Hij wil graag trouwen met zijn jeugdliefde Maggie maar heeft geen geld. Om zijn inkomen aan te vullen heeft Mash een illegale distilleerderij opgezet. Federale agenten zitten Mash op de hielen en een van zijn vrienden wordt gedood door agent Rimmer. Niet veel later komt het tot een vuurgevecht en Mash vlucht naar de bossen. Maggie vertelt hem dat Rimmer is omgekomen bij het vuurgevecht en dat Mash zich moet overgeven. Hoewel er meer mannen betrokken waren bij het vuurgevecht is Mash de enige die wegens moord wordt aangeklaagd. De jury wil de doodstraf uitspreken, maar de vader van Mash eist een nieuw proces. Op advies van zijn advocaat bekent Mash doodslag en krijgt nu een straf van dertig jaar dwangarbeid. Na een zware tijd waarbij hij geketend aan andere gevangenen lichamelijk zware arbeid moet verrichten komt Williams in de Caledonia Prison Farm, waar Cap Peoples zich over hem ontfermd. Peoples vraagt Williams om de brieven van zijn vrouw Maggie te beantwoorden, maar Mash is te verbitterd en verzet zich tegen het gezag van de gevangenisdirecteur. Op een dag als de gevangenen aan het werk zijn, grijpt Williams een pistool van Peoples en schiet op een ratelslang. Als hij daarop het wapen zonder meer overgeeft, wint hij het respect van Peoples. Die geeft Mash verlof om met zijn vrouw door te brengen en beide mannen groeien naar elkaar toe. Op eigen verzoek wordt Mash te werk gesteld in de smederij van de gevangenis, al fronst Peoples wel de wenkbrauwen als zijn gevangene aan komt zetten met de schets voor een geweer. Langzaam bouwt Mash aan het wapen en komt met het revolutionaire ontwerp voor een nieuw automatisch geweer. De ooit zo recalcitrante Mash wordt een modelgevangene en krijgt nu de volledige steun van Peoples. Er komt interesse van de Winchesterfabrieken en na een succesvolle test krijgt Mash een contract aangeboden. Niet lang daarna krijgt Mash zijn voorwaardelijke invrijheidstelling en gaat werken aan het nieuwe geweer voor het leger. David heeft het verhaal vol bewondering voor zijn vader aangehoord. Gerustgesteld gaat hij samen met Mash naar huis.

## Rolverdeling
| Acteur           | Personage                      |
| ---------------- | ------------------------------ |
| James Stewart    | David Marshall "Mash" Williams |
| Jean Hagen       | Maggie Williams                |
| Wendell Corey    | Captain H.T. Peoples           |
| Carl Benton Reid | Claude Williams                |

## Achtergrond
Hoewel in de film wordt gesuggereerd dat Mash Williams de uitvinder was van de semiautomatische M1 karabijn was hij eigenlijk alleen de uitvinder van het op gas werkende laadmechanisme van het beroemde wapen uit de Tweede Wereldoorlog. De film is erg vleiend voor Williams, die zelf als adviseur aan de film meewerkte en past helemaal in het Amerikaanse idee, dat iedereen in de VS op kan klimmen van niets tot miljonair. Mash Williams was in werkelijkheid een stuk minder aardig dan de film doet voorkomen en het blijft nog altijd een twistpunt of hij werkelijk deputy-sheriff Alfred Jackson Pate (federaal agent Rimmer in de film) heeft doodgeschoten. Williams ging tijdens de Koreaanse oorlog weg bij Winchester Firearms en werd uitvinder. Hij kreeg verschillende patenten op zijn naam, voor hij in 1975 overleed.

## De M1-Carbine
Deze lichtgewicht karabijn was de opvolger van de beroemde Winchester karabijn. Williams bedacht een nieuw op gas opererend laadmechanisme, dat revolutionair was voor zijn tijd en ook op andere wapens werd gebruikt. De M1 karabijn werd door het Amerikaanse leger op grote schaal gebruikt tijdens de Tweede Wereldoorlog en nog lang daarna. Er werd zo'n 8 miljoen exemplaren uitgereikt aan Amerikaanse soldaten en het wapen was geliefd vanwege het feit dat licht was en makkelijk te gebruiken.

## Productie
James Stewart wilde de rol van Carbine Williams graag spelen en deed de nodige moeite om gecast te worden. Hij zag in het levensverhaal van Williams een goed voorbeeld voor de jeugd. Zijn uitbeelding van Williams is niet zondere donkere trekjes, maar Stewart doet zijn uiterste best om de ex-gevangene neer te zetten als een onrechtvaardig veroordeelde man die verbitterd is geraakt door zijn te zware straf, maar zich uiteindelijk rehabiliteert. Aanvankelijk was Janet Leigh aangezocht voor de rol van Maggie Williams, maar de rol ging uiteindelijk naar Jean Hagen.